# Karl von Conta
Karl Friedrich Christian Anton Conta, ab September 1825 von Conta, (* 13. Dezember 1778 in Erfurt; † 27. Dezember 1850 in Weimar) war ein deutscher Politiker.

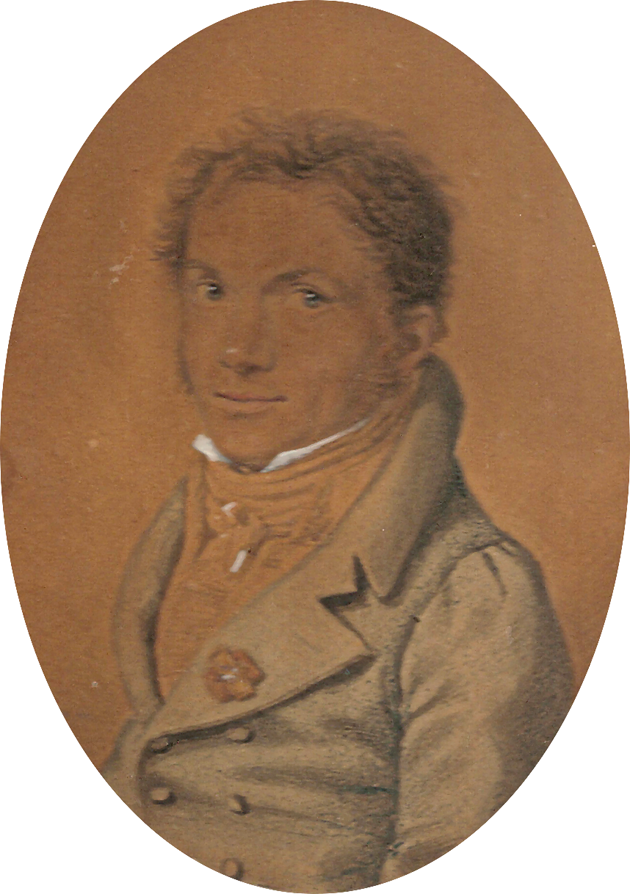
Karl Friedrich Christian Anton von Conta

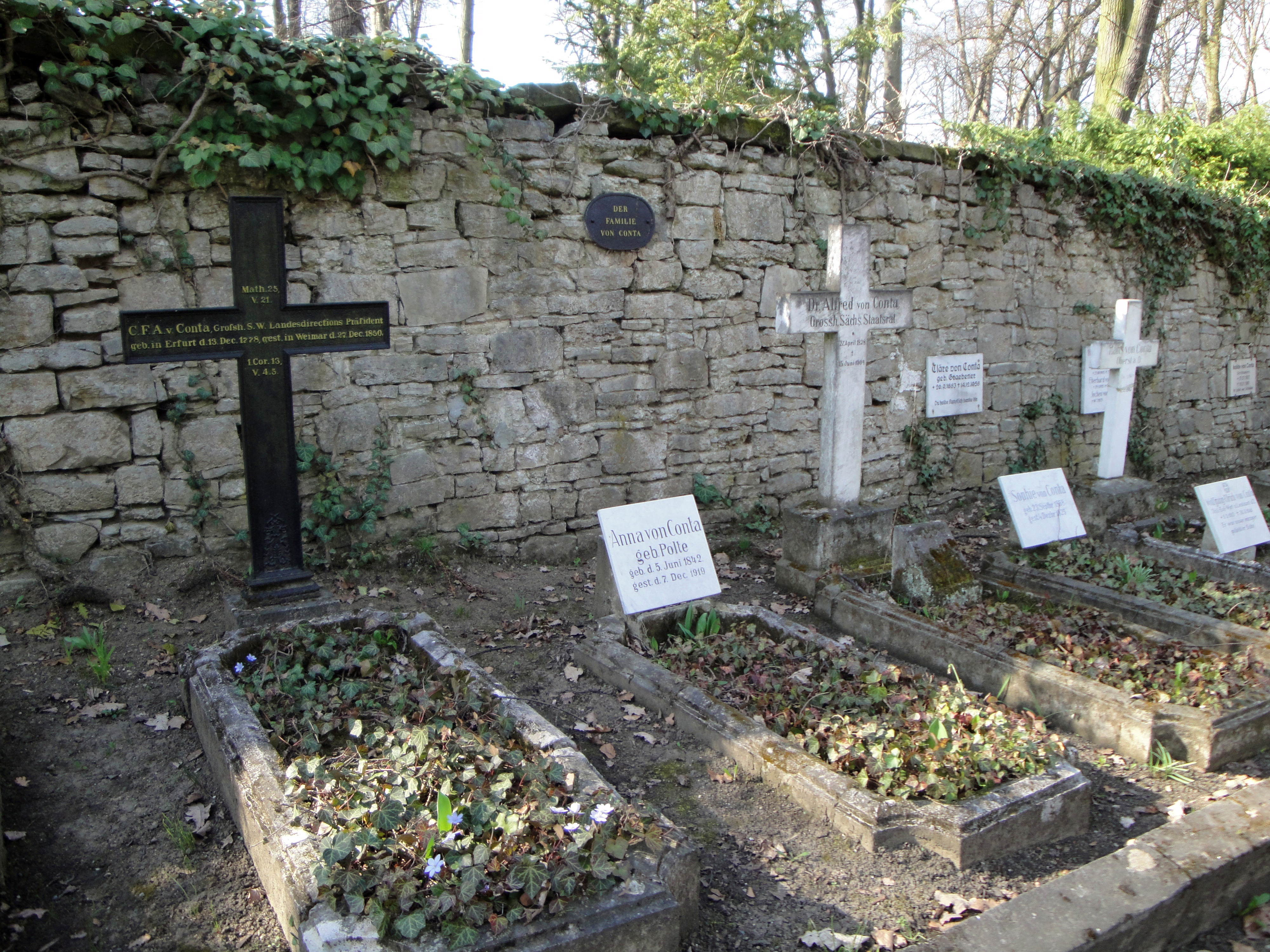
Sein Grab auf dem Historischen Friedhof Weimar

## Leben
Carl Conta war das erste Kind des Erfurter Obergeleitsmanns Christian Erdmann Conta (1740–1815) und seiner zweiten Ehefrau Louise Charlotte geb. Lentin (1759–1818).
Conta besuchte 1793/97 das Evangelische Ratsgymnasium Erfurt und anschließend die Universität Erfurt. Ab 1805 befand er sich in diplomatischen Diensten, so ab 1806 als Weimarer Legationssekretär in Warschau, später dann in Wien und Paris. 1815 wurde er Legationsrat, 1841 Legationssekretär und schließlich im Jahr 1845 Präsident der Landesdirektion Weimar. Er war an den Verhandlungen zur Gründung des deutschen Zollvereins beteiligt.
Zum 50. Regierungsjubiläum des Großherzogs Karl August von Sachsen-Weimar wurde er am 3. September 1825 für geleistete Dienste und in Erneuerung seines älteren Standesrechtes in den sachsen-weimar-eisenachschen Adelstand als von Conta erhoben.
In Weimar war er ein Freund von Goethe, zudem ab 1805 Mitglied der Akademie gemeinnütziger Wissenschaften. Conta ist auf dem Historischen Friedhof Weimar beigesetzt.

### Familie
Conta verheiratete sich am 18. Mai 1809 in Merxleben mit Friederike Weiß (1785–1842). Sie war die Tochter des Langensalzaer Leinenfabrikanten Christian Andreas Weiß und dessen Ehefrau Viktoria Wilhelmina, geborene Schmied. Aus der Ehe gingen folgende Kinder hervor:
- Klara (1813–1889) ⚭ 1834 Heinrich von Witzleben (1798–1876), preußischer Oberstleutnant[5]
- Bernhard (1816–1899), preußischer Generalleutnant ⚭ 1846 Valerie von der Marwitz (1824–1908)[6]
- Karl (1818–1874)
- Richard (1821–1895), preußischer Generalmajor ⚭ 1852 Coelestine von Kahlden (1832–1893)
- Alfred (1828–1904), großherzoglich sächsischer Staatsrat[7]

⚭ Sophie von Kahlden (1840–1858)
⚭ Anna Polte (1842–1919)

## Schriften
- Grundlinien der bürgerlichen Baukunst für teutsche Bau- und Werkschulen. Halle 1806, Digitalisat